# Metròpoli de Montenegro i el Litoral
La Metròpoli de Montenegro i el Litoral és una important diòcesi de l'Església Ortodoxa Sèrbia a Montenegro, fundada per Sant Sava el 1219 com a eparquia de Zeta. Té la seu a Cetijne, i el màxim representant de la diòcesi porta el títol d'Arquebisbe de Cetinje i Metropolità de Montenegro i el Litoral. Des del 2021 ocupa el càrrec el metropolità Joanic II.